# 시모하타 쇼고
시모하타 쇼고(일본어: 下畠 翔吾, 1992년 5월 8일 ~ )는 일본의 전 축구 선수이다.

## 구단 경력
그는 2011년부터 2020년까지 J리그의 교토 상가 FC, 이와테 그루자 모리오카에서 활동하였다.